# Harlan L. Baumbach
Harlan L. Baumbach (* 6. Oktober 1912 in Pennsylvania, Vereinigte Staaten; † 14. Dezember 1980 in Los Angeles, Los Angeles County, Kalifornien, Vereinigte Staaten) war ein US-amerikanischer Chemiker und arbeitete für Paramount West Coast Laboratory. Er wurde 1947 und 1958 jeweils mit einem Oscar ausgezeichnet.

## Leben
Baumbach studierte an der University of California in Berkeley zusammen mit Nathalie Seifert, seiner späteren Ehefrau, Chemie im Hauptfach. Der Chemiker und Kernphysiker Glenn T. Seaborg war ein Klassenkamerad der beiden. Da Harlan nach seinem Studium für Paramount Pictures arbeitete, blieb auch Seifert zunächst in Kalifornien. Im Frühjahr 1943 konnte Seaborg sie dann überreden, in sein Team nach Chicago zu wechseln.
1947 wurde Baumbach in der Kategorie „Technical Achievement“ mit einem Oscar geehrt für seine Arbeit für Paramount West Coast Laboratory „for an improved method for the quantitative determination of hydroquinone and metol in photographic developing baths“ (für ein verbessertes Verfahren über die quantitative Bestimmung von Hydrochinon und Metol im fotografischen Entwicklerbad).
1958 erhielt er zusammen mit Lorand Wargo und Howard M. Little (Unicorn Engineering Corp.) erneut einen Oscar, diesmal in der Kategorie „Wissenschaft und Entwicklung“ „for the development of an automatic printer light selector“ (für die Entwicklung eines automatischen Druckerlichtwählers).

## Auszeichnungen
- 1947: Oscar in der Kategorie Technical Achievement (Technische Verdienste)
- 1958: Oscar in der Kategorie Wissenschaft und Entwicklung